# Tighina (departement)

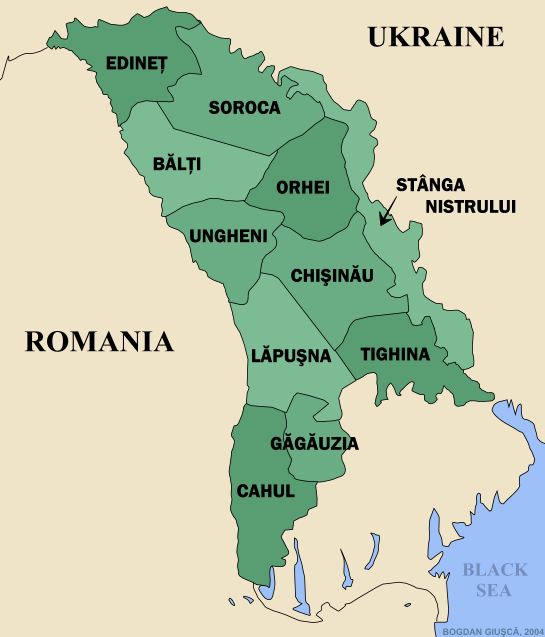
Departementen van Moldavië

Tighina (Mold.: Județul Tighina) was van 1999 tot 2003 een departement dat in het oosten van Moldavië lag, en als hoofdstad de stad Căușeni had. Aangrenzende departementen waren Lăpușna en Chișinău, autonome regio Transnistrië en land Oekraïne grensden ook aan het departement. Transnistrië had de stad Tighina in de jaren 90 ingelijfd waarna de stad de naam Bender kreeg. Het departement had een oppervlakte van 2899 km² en een inwonersaantal van 161.236 (2004). 
Er waren 48 gemeenten, waarvan 4 steden:  Bender, Căinari, Căușeni en Ștefan Vodă.
De gangbare afkorting voor het departement was TI. 